# Bernhard von Bassewitz-Levetzow
Bernhard Heinrich Jasper Graf von Bassewitz-Levetzow (* 15. April 1846 in Bristow bei Schorssow; † 8. April 1899 ebenda) war ein deutscher Majoratsherr und Parlamentarier.

## Leben
Bernhard Graf von Bassewitz-Levetzow entstammte der alten mecklenburgischen Familie Bassewitz. Seine Eltern waren Karl Graf v. Bassewitz (1821–1873) und Ina von Bülow  a.d.H Goldenbow. 1861 erbte sein Vater das Majorat Kläden mit Pertinenzien von seinem Onkel Alexander von Levetzow, was zur Namens- und Wappensvereinigung von Bassewitz-Levetzow führte. Ein Bruder war Carl von Bassewitz-Levetzow.
Er studierte an der Ruprecht-Karls-Universität Heidelberg und der Georg-August-Universität Göttingen Rechtswissenschaft. Er wurde im Corps Saxo-Borussia Heidelberg (1866) und im Corps Saxonia Göttingen (1867) recipiert. Nach der Promotion zum Dr. iur. an der Universität Göttingen und dem Referendarexamen in Kassel trat er bei Ausbruch des Deutsch-Französischen Kriegs in das Thüringische Husaren-Regiment Nr. 12 ein. Bis 1883 blieb er aktiver Offizier. Als Leutnant a. D. lebte er auf seinem Majorat Kläden mit Darnewitz. Er bekleidete verschiedene kommunale Ämter, darunter Kreisdeputierter des Kreises Stendal und Amtsvorsteher. Er war Funktionär im Bund der Landwirte.
Bassewitz-Levetzow war von 1889 bis 1899 als Abgeordneter des Wahlkreises Magdeburg 2 (Osterburg, Stendal) Mitglied des Preußischen Abgeordnetenhauses. Er gehörte der Fraktion der Konservativen Partei an. Seit dem 21. August 1876 war er mit Eva Freiin von Kottwitz (* 11. Oktober 1858) verheiratet. Die Ehe blieb kinderlos. Er war  Rechtsritter des Johanniterordens. Er war Ehrenmitglied des Corps Saxonia Göttingen.
Wilhelm von Oertzen und Detlof von Oertzen waren seine Neffen.